# Ondřej Čelůstka
Ondřej Čelůstka, född 18 juni 1989, är en tjeckisk fotbollsspelare som spelar för turkiska Bodrum.

## Landslagskarriär
Čelůstka debuterade och gjorde sitt första mål för Tjeckiens landslag den 15 november 2013 i en 2–0-vinst över Kanada.